# Gail B. Kirkpatrick
Gail B. Kirkpatrick (* 1952 in Princeton, New Jersey) ist eine US-amerikanisch-deutsche Kuratorin und Museumsleiterin.

## Leben und Werk
Gail B. Kirkpatrick ist in Princeton aufgewachsen. Nach dem Studium am Wells College in New York wechselte sie an die Westfälische Wilhelms-Universität in Münster und schloss 1986 ihr Studium mit einer Promotion über das Tanztheater und die Bildende Kunst nach 1945 ab. Neben der Arbeit als wissenschaftliche Assistentin am Rheinischen Landesmuseum in Bonn unter Klaus Honnef nahm sie einen Lehrauftrag am Kunsthistorischen Institut in Münster wahr. 1991 übernahm Gail B. Kirkpatrick die Leitung der Städtischen Ausstellungshalle Am Hawerkamp und anschließend der Kunsthalle Münster.
Kirkpatrick kuratierte unter anderem Einzelausstellungen von Simon Starling, Joëlle Tuerlinckx, Markus Schinwald, Ugo Rondinone, Monika Baer, Phil Collins, Laura Owens, Little Warsaw, Ann Veronica Janssens, Olaf Nicolai, Mike Nelson, Diango Hernández.